# Houdek
Die Houdek Arzberg GmbH ist ein deutscher Nahrungsmittelhersteller mit Sitz in Starnberg. Er gehört zu den 30 größten fleischverarbeitenden Betrieben Deutschlands.
Gegründet wurde das Unternehmen im Jahr 1926 von den Eltern der Brüder Robert und Rudolf Houdek (1913–2008) in Aussig (Ústí nad Labem) in Böhmen.
Nach der Vertreibung kamen die beiden Söhne in die Bundesrepublik, wo sie 1949 in Starnberg wieder ein Unternehmen aufnahmen. 1962 wurden die ersten Produktionsräume auf dem Gelände in der Moostraße 8 in Starnberg errichtet und auch Weißwürste, Leberkäse und Salami hergestellt. 1972 erfolgte die Übernahme der Glonntaler Fleisch- und Wurstwaren GmbH in Glonn, somit der zweite Produktionsstandort. 1997 folgte ein dritter Produktionsstandort in Arzberg. 2004 übernahmen Rudolf Jochen Houdek und Robert Houdek gemeinsam das Unternehmen.
Das Produktionsprogramm umfasst Wurstspezialitäten wie Kabanos und Salami sowie Convenienceprodukte.
Nach der Schließung der Produktionsanlagen in Glonn (Edelschimmel-Salami-Produktion) übernahm im Herbst 2018 die Zur-Mühlen-Gruppe Teile der Maschinen und Anlagen, um die Edelschimmel-Salami-Herstellung bei der Tochter Vogt & Wolf in Gütersloh zu stärken.

## Gesellschaften
Das Mutterunternehmen ist die Starnberger Beteiligungen GmbH mit einem Umsatz von 115,2 Mio. Euro (2020) und 364 Beschäftigten.
Zu den Tochtergesellschaften gehören:
- Houdek Arzberg GmbH
- Rudolf und Robert Houdek GmbH
- Glonntaler Fleisch- und Wurstwaren GmbH

## Wurstkartell
siehe Hauptartikel: Wurstkartell